# Lista över borgmästare i Visby
Detta är en lista över staden Visbys borgmästare.

## Borgmästare i Visby
Borgmästare i Visby stad före 1971.
| Ämbetstid | Namn                     | Levnadstid | Övrigt |
| --------- | ------------------------ | ---------- | ------ |
| 1646–1655 | Magnus Gripenklo         | 1610–1676  |        |
| 1661–1667 | Jacobus Petri Chronander | död 1694   |        |
|           | Jakob Hansson Clerk      | 1678–1722  |        |
|           | Hans Lothigius           | 1693–1744  |        |
| 1741–1787 | Abraham Lange            | 1708–1787  |        |
|           | Peter Herman Grewesmühl  | 1759–1826  |        |
| 1827–1828 | Carl Abraham Cramér      | 1779–1828  |        |
| 1879–1919 | Carl Een                 | 1839–1927  |        |
| 1919–1936 | Hjalmar Torpadie         | 1858–1939  |        |
| 1937–1959 | Harald Löwenberg         | 1895–1963  |        |